# خرإبة النجار (الشعر)

تعديل مصدري - تعديل

خرابة النجار محلة تابعة لقرية شرف النود، التابعة لعزلة الا ملؤك بمديرية الشعر إحدى مديريات محافظة إب في الجمهورية اليمنية، بلغ تعداد سكانها 111 حسب تعداد اليمن لعام 2004.